# 綠鷺屬
綠鷺屬是鵜形目鷺科的一個屬，下現存共三個物種分佈於幾乎全球範圍中。

## 命名歷史
本屬由英國動物學家愛德華·布萊思於1852年描述。其模式種指定為，現為綠簑鷺下的一個亞種。其屬名來自威廉··斯溫森原先給予大麻鷺的學名（該屬名現為異名），加上古希臘語的（意指「相似的」）。

## 下屬物種
本屬包含以下物種：
- 绿鹭 Butorides striata (Linnaeus, 1758)
- 加岛绿鹭 Butorides sundevalli (Reichenow, 1877)
- 美洲绿鹭 Butorides virescens (Linnaeus, 1758)

### 化石物種
- ：發現於早更新世地層。[8]

## 外部連結
- 维基共享资源上的相關多媒體資源：綠鷺屬
- 維基物種上的相關：綠鷺屬